# Spamalot
Spamalot (pełny tytuł: Monty Python's Spamalot) – musical stworzony na podstawie filmu Monty Python i Święty Graal z 1975. Muzykę do spektaklu napisali John Du Prez i Eric Idle, który stworzył też libretto.
Światowa prapremiera sztuki miała miejsce 9 stycznia 2005 w Shubert Theatre w Chicago. Polska prapremiera odbyła się 2 października 2010 w Teatrze Muzycznym w Gdyni. W czerwcu 2018 sztukę wystawił Śródmiejski Teatr Muzyczny w Warszawie. Za tłumaczenia utworów na język polski odpowiadają Bartosz Wierzbięta i Kazimierz Piotrowski.

## Obsada

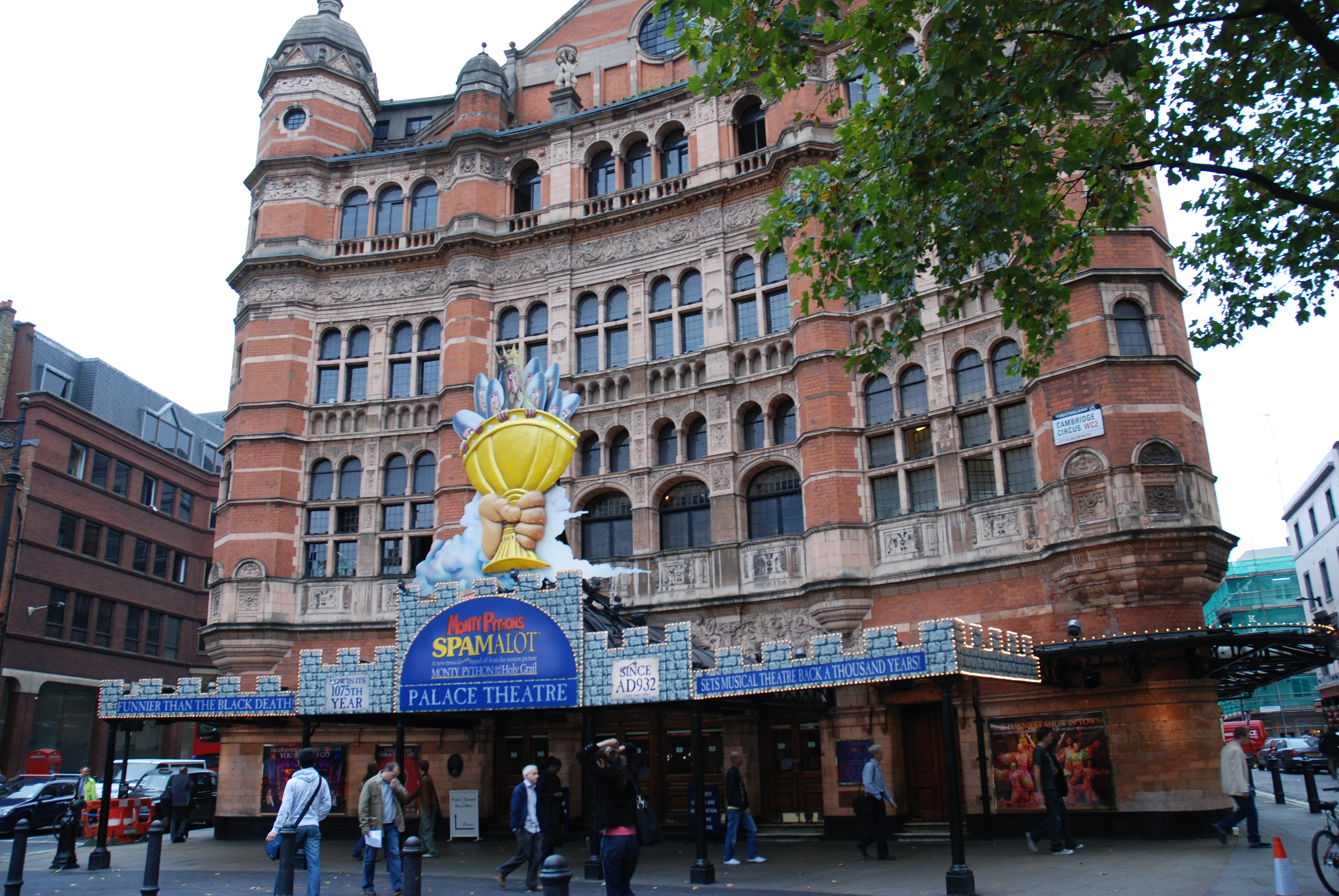
Spamalot w Palace Theatre w Londynie, październik 2008

### Polska obsada w Gdyni
- Król Artur – Jerzy Jeszke (gościnnie)/Bernard Szyc
- Pani Jeziora – Darina Gapicz/Marta Smuk/Karolina Trębacz
- Patsy, giermek Króla Artura – Tomasz Gregor/Krzysztof Wojciechowski
- Dennis Galahad – Jerzy Michalski/Tomasz Więcek
- Robin – Aleksy Perski/Krzysztof Żabka
- Lancelot – Marek Richter
- Bedivere – Jerzy Michalski/Tomasz Więcek
- Herbert – Tomasz Bacajewski/Marek Kaliszuk
- Historyk, Francuz – Sasza Reznikow
- Galahadowa, Tim – Jacek Wester
- Ojciec Herberta, Burmistrz – Zbigniew Sikora
- Concorde, giermek Lancelota – Tomasz Gregor/Krzysztof Wojciechowski